# 국립 기메 동양 박물관
국립 기메 동양 박물관(프랑스어: Musée national des Arts asiatiques-Guimet)은 리옹 태생 사업가 에밀 기메(1836년 ~ 1918년)가 이집트 종교와 고미술품, 그리고 아시아 국가를 소재로 프랑스 파리에 1889년 설립한 박물관이다. 1945년부터 시작된 국가 소장품 재배치 계획의 일환으로 기메 박물관은 소장하고 있던 이집트 유물들을 루브르 박물관으로 넘겨주고, 루브르 아시아 예술부에 있던 소장품을 넘겨받는다. 박물관이 개관하면서 함께 설립된 도서관은 현재 동아시아 및 극동아시아 지역의 고미술과 고고학을 전문적으로 다루고 있으며 10만권의 장서를 소장하고 있다.